# Selyf ap Cynan
Selyf ap Cynan o Selyf Sarffgadau (ca 591 – ca 613) va ser un rei de Powys que visqué al segle vii, fill de Cynan Garwyn.
El seu nom, "Selyf" és una forma gal·lesa de "Salomó", "Selim" antigament; hom li donà el malnom de "Sarffgadau", o "Serp de batalla", reflectint el seu caràcter aguerrit. Accedí al tron als voltants de l'any 610, possiblement per l'abdicació del seu pare, i regnà poc temp, ja que, d'acord amb els Annals de l'Ulster i els Annals de Gal·les -o Annales Cambriae-, morí en l'enfrontament amb Etelfred de Northúmbria, en la batalla de Chester  Arxivat 2010-12-04 a Wayback Machine.. Els Annals de l'Ulster atorguen a Selyf el títol de Rei dels Britons, potser perquè encapçalava un combinat de forces de diversos regnes britònics en la lluita contra els Northumbrians (el rei de Gwynedd, Iago ap Beli, també morí en la batalla, segons els annals, així com el pare de Selyf, Cynan).
La data de la batalla és incerta, encara que s'ha situat pel 613. En tot cas, Selyf Sarffgadau no havia complert els 30 anys. El succeí el seu fill, Manwgan per molt poc temps, a causa de l'adveniment de l'usurpador Eiludd Powys.